# Hégészipposz
Hégészipposz (Kr. e. III. század közepe) görög epigrammaköltő.
Két epigrammája az Anthologia Graecában hagyományozódott ránk. Mindkettő fiktív sírfelirat, az egyik így szól:
Hermionéba való volt Zóilosz, és idegenben
 kellett halnia, ám itt is az argoszi föld
lett a ruhája, amellyel bőleplű felesége
 szórta be könnyek közt, s nyírtfejű gyermekei.